# Tine Pars
Tine Pars je grónská bioložka, epidemioložka a v letech 2009 až 2017 rektorka Grónské univerzity.

## Životopis
Tine Pars vystudovala v letech 1985 až 1992 experimentální biologii na univerzitě v Odense, kde obhájila diplomovou práci Dietní studie - provedená ve dvou osadách v severozápadním Grónsku: Saqqaq a Oqaatsut v roce 1991. V roce 2000 získala doktorát z epidemiologie na Kodaňské univerzitě obhajobou práce Konzumace tradičních grónských potravin v západním Grónsku. Pracovala pro grónskou samosprávu a pro obchodní společnost KNI A/S.
Po rezignaci Oleho Marquardta nastoupila 1. ledna 2009 jako rektorka Grónské univerzity. V roce 2015 funkci obhájila a zahájila třetí funkční období. V témže roce se také setkala s českou delegací vedenou velvyslancem ČR v Dánsku Jiřím Brodským. Během svého úřadování se potýkala zejména s nízkou úrovní univerzity. V roce 2017 byla v této funkci vystřídána antropoložkou Gitte Adler Reimer.
V letech 2017 až 2021 pracovala jako vedoucí oddělení na grónském ministerstvu zdravotnictví Od roku 2021 působí jako vedoucí krajského úřadu kraje Kujalleq.